# Cirera al marrasquino

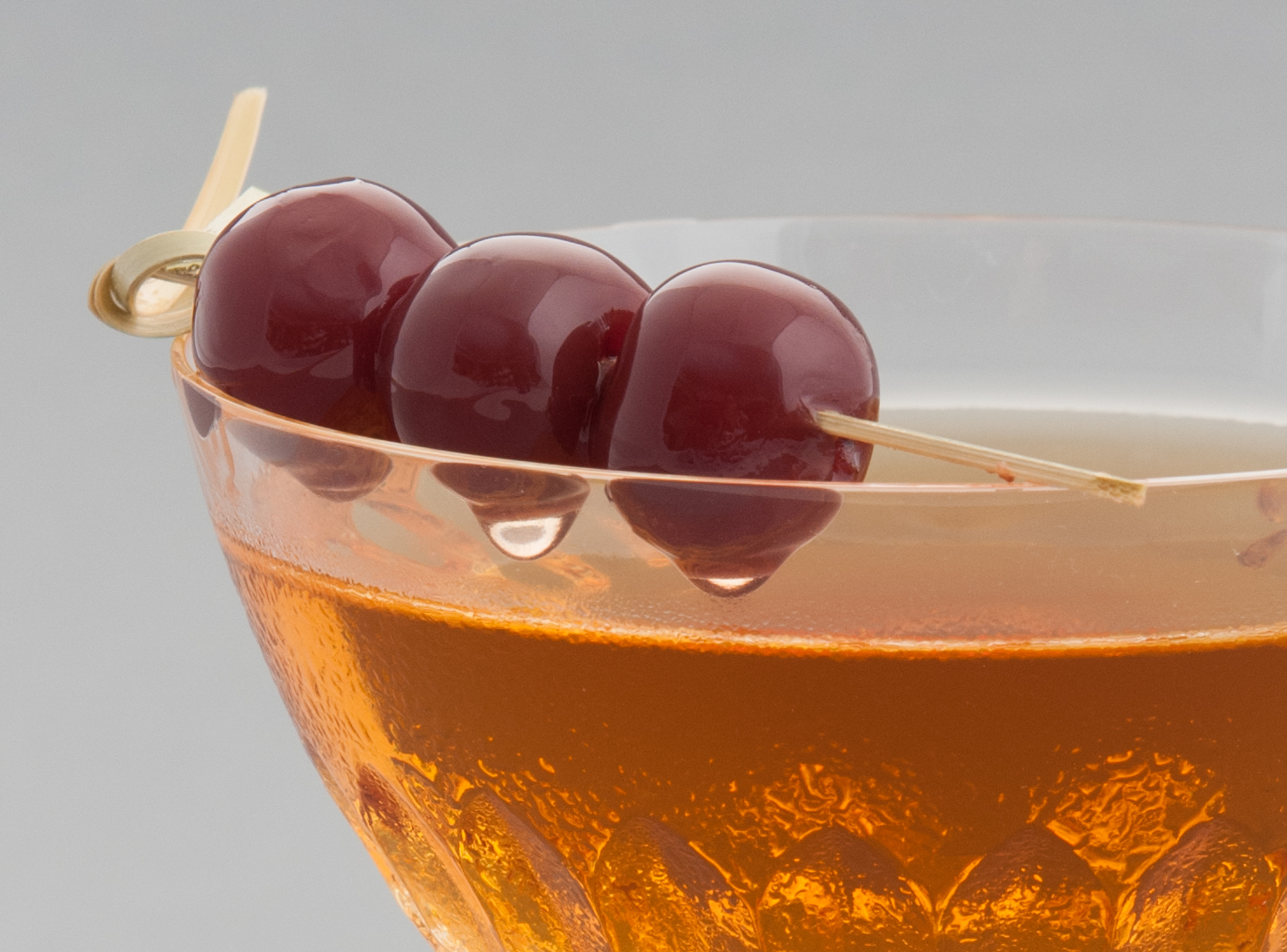
Decoració per a còctel

La cirera al marrasquino (o cirera al marasquino) és una preparació a base de marrasquino, una licor fet amb cireres marasques conservades en una solució de salmorra, que usualment conté diòxid de sofre i clorur de calci per a "blanquir" el fruit de la cirera. Després s'embalsama en una suspensió de colorant d'aliments i xarop de sucre, entre altres components.

## Usos
El seu colorit la fa important en la decoració d'alguns còctels. S'empra sovint en rebosteria. En la rebosteria espanyola es troba al llarg de tot el país, essent destacades les de Calataiud (província de Saragossa).